# Веселин Георгиев (писател)
Веселин Иванов Георигиев е български и руски съветски писател, драматург, преводач, хуморист, афорист, пишещ на български, руски и есперанто.

## Биография
Роден е в Пордим, Плевенско на 28 септември 1935 г. Завършва педагогическия институт в Пловдив, преподава в училище и ръководи курсове по есперанто.
Заминава в СССР да учи драматургия в Литературния институт „М. Горки“ в Москва. После работи в България като завеждащ литературната част на Драматично-музикалния театър „Константин Кисимов“ във Велико Търново.
Отново заминава за Москва, където работи като сътрудник в Обединения комитет на БКП и в представителството на „София-прес“. Дълги години ръководи Българо-руския камерен театър под егидата на Българския културно-информационен център (днес институт). Бил е кореспондент на в. „Български писател“.
Публикува в списания и вестници – „Иностранная литература“, „Крокодил“, „Литературная газета“, „Стършел“, „Литературен фронт“, „Меценат и мир“, „День литературы“ и др. Издва 24 книги на руски и на български език в разни жанрове (поезия, проза, хумор и сатира): „Нищо чуждо не ми е чуждо“ (1992), „Високият бряст“, „Лабиринт на успеха“, „Мисли на верев“, „Зъбати песъчинки“ (2010), „Шетнала месечина“ (2010), сборника с автобиографични разкази на руски език „Воспоминания живут“ (2010), „Небесен посланик“ (стихотворения на български), „Колючие россыпи“ (иронични стихове и миниатюри), „Луна за влюбените“ (разкази), „Восхождение“ (стихове на руски език) и др. Автор е на 14 многоактни и едноактни пиеси, сред които „Бягство“, „Изпитание“, „Пропаст“ и др., на повече от 600 публикации в руски периодични издания.
Превежда над 30 пиеси от руски на български, както и творби на десетки български и руски поети. Много от пиесите му са поставяни на български и руски сцени.
Член е на Съюза на българските писатели, Съюза на преводачите в България, както и на Съюза на писателите на Русия. Представител е на СБП в Москва.
Награден е с:
- почетно звание „Народен будител на България“;
- ордени „Иван Вазов“ (на СБП), „Владимир Маяковски“, „Мир и дружба“;
- златен диплом на МГО на Съюза на писателите на Русия, награда на вестник „Московски комсомолец“;
- медали на Министерството на културата на България, за заслуги в културата и изкуството на Русия, „А. П. Чехов“, „Михаил Шолохов“, „А. С. Грибоедов“, „Златен Есенински медал“, „Златно перо на Московия“.

Почетен член е на Съюза на българските есперантисти. Вписан е в изданието „Русия. Рекорди и постижения“ като „Най-интернационален писател на съвременна Русия“ през 2011 г. 
През 1961 г. се жени за съветска гражданка и се преселва да живее със съпругата си в Москва. Получава съветско, после руско гражданство. Умира в Москва на 28 август 2013 г.
| „                                   | В живота си не станах исполин, ала излях душата в своя строфа. | “ |
| из стихотворението „Пожар неугасим“ |                                                                |   |